# Jean-Marie Cadieu
Jean-Marie Cadieu (Tulle, 16 ottobre 1963) è un ex rugbista a 15 francese, già seconda linea di Tolosa e Narbona.

## Biografia
Originario di Tulle (Limosino), crebbe al Tolosa con il quale esordì in campionato nel 1982; nel 1985 fece parte della squadra che, 38 anni dopo il suo ultimo titolo, si laureò campione di Francia.
Nel 1985/86 e nel 1988/89 vinse altre due titoli e giunse alla finale del 1990/91, oltre ad aggiudicarsi la Coppa di Francia del 1983/84.
Esordì in Nazionale nel 1991 contro la Romania e prese parte alla seguente Coppa del Mondo in Inghilterra, nella quale disputò 4 incontri; fu presente anche al Cinque Nazioni 1992 e vestì per l'ultima volta la maglia della Francia in un test match contro il Sudafrica nell'ottobre 1992.
Passato nel 1993 al Narbona, ha giocato fino a 43 anni, disputando il suo ultimo match ufficiale nel 2006 a Clermont-Ferrand contro l'AS Clermont-Auvergne.
Da dopo il ritiro si è dedicato alla gestione del suo ristorante a Tolosa.

## Palmarès
- Campionati francesi: 3
Tolosa: 1984-85; 1985-86; 1988-89
- Coppe di Francia: 1
Tolosa: 1983-84